# François Chau
François Chau (nacido el 26 de octubre de 1959) es un actor estadounidense-camboyano. Es conocido por su papel como Dr. Pierre Chang en Lost de ABC, y de Jules Pierre Mao en la serie The Expanse de la cadena SyFy. Chau nació en Phnom Penh, Camboya, de origen chino y vietnamita.
Ha tenido papeles secundarios en series norteamericanas como 24, Stargate SG-1, Las aventuras de Brisco County, Jr., The Unit, NUMB3RS, ER, Baywatch, Alias, Shark, Anatomía de Grey, JAG, Medium, GI Joe, 9/11: Las Torres Gemelas y en los videojuegos Wing Commander III y Wing Commander IV.